# Socio Águila Fútbol Club
Il Socio Águila è stata una società calcistica messicana di Città del Messico, militante nella Primera División A. Fondata nel 2007 e sciolta nel 2009, era il club di riserva del Club América.

## Storia
Il Socio Águila è stato fondato nel 2007, come filiale per la squadra del Club América. È stata fondata con lo scopo di creare un legame tra i tifosi dell'América e la squadra stessa attraverso una serie di vantaggi esclusivi. C'è anche l'adesione per i bambini sotto i 15, conosciuto come "Socio Águila Junio".
Il Socio Águila è stato sotto i riflettori le ultime due settimane del torneo di Apertura 2007. A causa dell'assenza della prima squadra, che è stata in Argentina a giocare Arsenal de Sarandí nella Copa Sudamericana 2007 partita di campionato, socio Águila aveva la maggior parte dei suoi giocatori convocati per la prima squadra. I giovani giocatori hanno giocato in modo impeccabile, battendo Necaxa e Monterrey nelle ultime due settimane, e l'América conduce ad un posto nei play-off, dove la prima squadra perse a Morelia.